# Vol FedEx Express 80
Le 23 mars 2009, le vol FedEx Express 80, un vol cargo international régulier en provenance de l'aéroport international de Canton Baiyun, en Chine, et à destination de l'aéroport international de Narita, au Japon, qui s'est écrasé lors de l'atterrissage à 6 h 49, heure locale. 
Le McDonnell Douglas MD-11 assurant le vol s'est écrasé en bout de piste après une prise de contact violente de l'avion avec la piste qui, associé aux vents cisaillants ce jour-là, à brisé l'aile gauche et fait se retourner l'appareil sur le dos. Il s'est ensuite immobilisé hors de la piste, renversé sur le dos et en proie à un violent incendie. La piste 16R/34L de l'aéroport a été fermée plusieurs heures après l'accident, et de nombreux vols ont dû être reportés. 
Le commandant de bord et le copilote, les seuls occupants de l'avion, ont été tués sur le coup. Il n'y a eu ni victimes, ni blessés au sol. Il s'agit du premier accident mortel survenu à l'aéroport international de Narita depuis son ouverture en 1978, ainsi que du premier accident mortel impliquant un appareil de FedEx.

## Avion et équipage

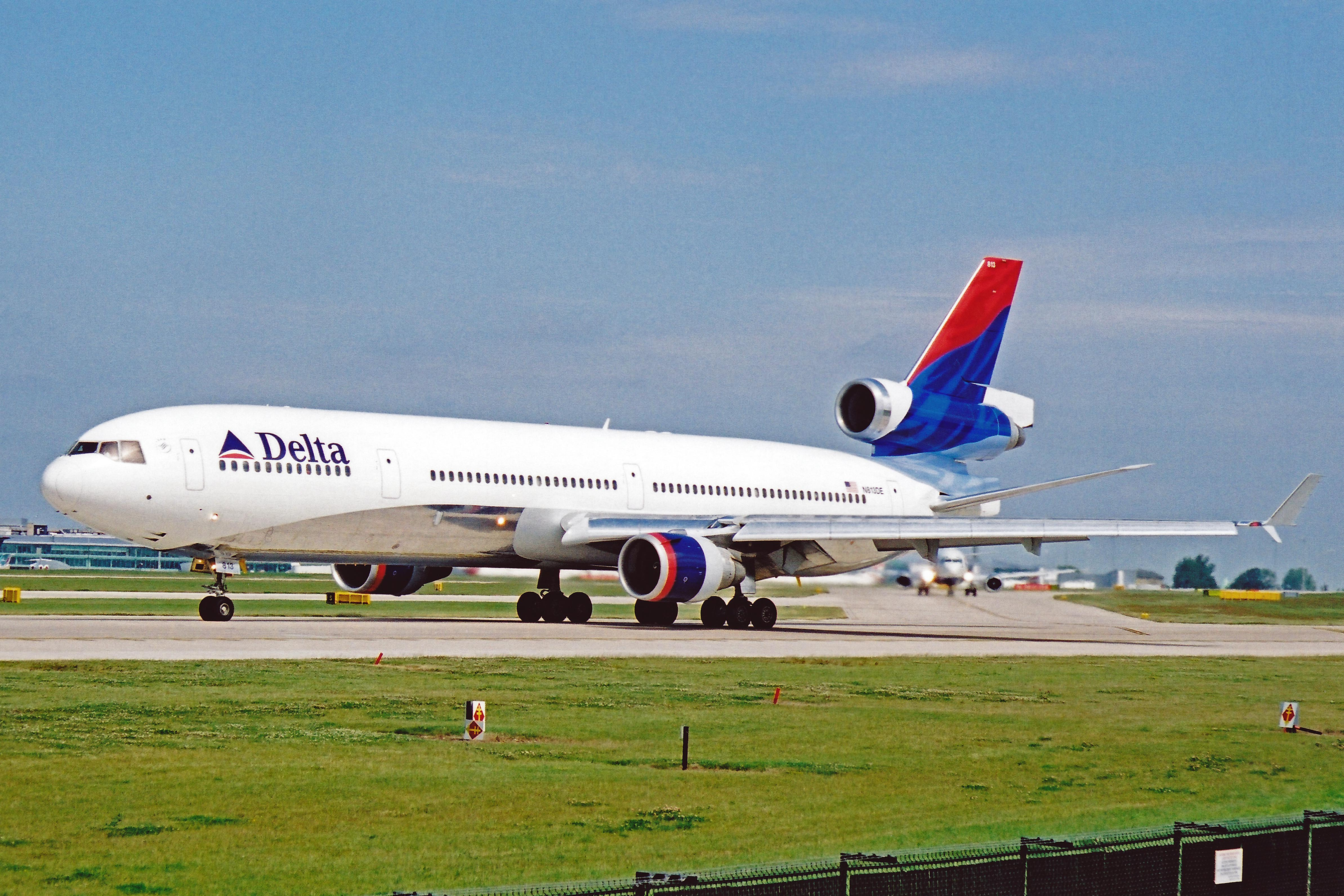
L'appareil impliqué dans l'accident, alors encore en service chez Delta Air Lines, ici photographié en juillet 2002.

L'appareil impliqué est un McDonnell Douglas MD-11F, construit en 1994 en tant qu'avion de ligne. Il a été exploité par Delta Air Lines de 1996 à 2004 (immatriculation N813DE). Il a ensuite été vendu à FedEx en octobre 2004, lorsque Delta Air Lines a retiré du service sa flotte de MD-11 en faveur d'avion biréacteur plus efficaces sur les vols long-courriers, comme le Boeing 767 et le Boeing 777. 
À la suite de son acquisition par FedEx, l'avion a été stocké à l'aéroport de Phoenix Goodyear (en), en Arizona, en attendant sa conversion en avion cargo. Il est entré en service chez FedEx fin 2006, avec comme nouvelle immatriculation N526FE. Il est propulsé par trois turboréacteurs de type Pratt & Whitney PW4462.
L'équipage du vol 80 se compose du commandant de bord Kevin Kyle Mosley, 54 ans, ancien pilote de chasse sur F-4 Phantom II dans le Corps des Marines des États-Unis, et totalisant 12 800 heures de vol (dont 3 648 heures sur MD-11), et du copilote Anthony Stephen Pino, 49 ans, ancien pilote de Lockheed C-5 Galaxy dans l'US Air Force et vétéran de la guerre du Golfe, avec 6 300 heures de vol à son actif (dont 879 heures sur MD-11). 

## Accident

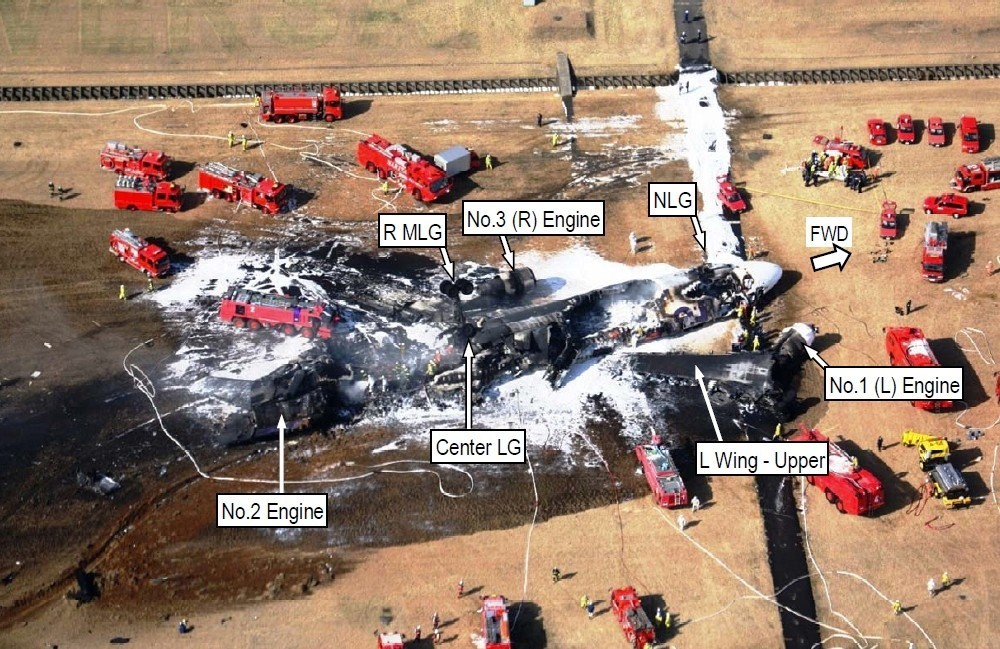
Vue aérienne du site du crash du vol 80.

Après avoir effectué un vol de nuit d'environ 1 800 miles (2 900 km) depuis Guangzhou, en Chine, l'équipage du vol 80 a effectué son approche tôt dans la matinée à l'aéroport international de Narita, à l'extérieur de Tokyo. D'autres avions atterrissant juste avant celui de FedEx ont signalé un « cisaillement de vent à une altitude inférieure à 2 000 pieds (600 m) », et cette information a été transmise à l'équipage. Le vent de surface au moment de l'accident a été signalé comme étant un vent de 320° à 26 nœuds (13 m/s ; 48 km/h), avec des rafales à 40 nœuds (21 m/s ; 74 km/h).
Après avoir effectué un atterrissage brutal sur la piste 34L, le MD-11 a rebondi trois fois, redescendant en premier sur son train d'atterrissage avant, dans un mouvement appelé " marsouinage ", entraînant une perte de contrôle directionnel et altitudinal. 

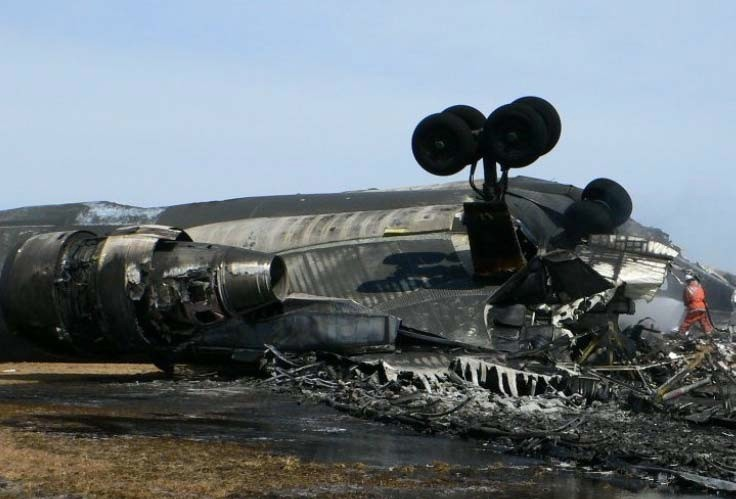
L'épave de l'appareil après le crash.

L'aile gauche a ensuite violemment heurté le sol et s'est détaché du fuselage, lorsque le train principal gauche s'est brisé après le troisième rebond, provoquant la perte de contrôle de l'appareil qui a viré à gauche de la piste, en se renversant sur le dos et prenant immédiatement feu, et s'est immobilisée dans l'herbe à gauche de la piste. Il a fallu environ deux heures aux pompiers de l'aéroport pour éteindre l'incendie, qui a complètement détruit l'avion et sa cargaison.

## Enquête
Le Bureau japonais de la sécurité des transports (JTSB) a dépêché six de ses enquêteurs à l'aéroport. Le Conseil national de la sécurité des transports américain (NTSB) a également envoyé une équipe au Japon pour participer à l'enquête.
Le rapport final du JTSB, publié le 26 avril 2013, a attribué les causes de l'accident du vol 80 aux séries d'oscillations provoquées par le contact brutal de l'appareil avec le sol, à la suite des fortes rafales de vent durant l'approche, à un taux de descente trop élevé lors de l'atterrissage ainsi qu'à la non-application des mesures effectives pour contrer les rebonds lors de l'atterrissage avec un MD-11.
L'enquête sur les performances des pilotes a révélé que tous deux présentaient des signes de manque de sommeil et de fatigue, et le copilote a été entendu sur l'enregistreur phonique (CVR) parler du fait qu'il n'avait pas beaucoup dormi avant le vol. Un examen de l'activité des deux pilotes dans les jours précédant le vol a révélé qu'aucun d'entre eux n'aurait eu plus de quatre heures de sommeil consécutif au cours des 24 h précédant l'accident.
De plus, le copilote, alors pilote aux commandes lors de l'atterrissage, servait généralement de pilote de relève, prenant les commandes au milieu des vols long-courriers. Il avait donc peu d'expérience concernant les phases d'approche et d'atterrissage sur MD-11, et effectuait les manœuvres d'atterrissages très rarement.

## Médias
L'accident a fait l'objet d'un épisode dans la série télé Air Crash nommé « Tragédie à Narita » (saison 14 - épisode 5).